# Djibuti (hino)
Djibuti é o hino nacional do Djibuti. Foi adotado após a sua independência da França em 1977. A letra foi escrita por Aden Elmi e a melodia composta por Abdi Robleh. O hino é uma homenagem à bandeira nacional.

## Letra
Hinjinne u sara kaca
Calankaan harraad iyo
Haydaar u mudateen.
Hir cagaarku qariyayiyo
Habkay samadu tahayoo
Xiddig dhi igleh hoorshoo
Caddaan lagu hadheeyaay.
Maxaa haybad kugu yaal!